# Beyren-lès-Sierck
Beyren-lès-Sierck é uma comuna francesa na região administrativa de Grande Leste, no departamento de Mosela. Estende-se por uma área de 9,28 km². Em 2010 a comuna tinha 525 habitantes (densidade: 56,6 hab./km²).